# Chambre de commerce et d’industrie Marne en Champagne
 (juillet 2018).
Si vous disposez d'ouvrages ou d'articles de référence ou si vous connaissez des sites web de qualité traitant du thème abordé ici, merci de compléter l'article en donnant les références utiles à sa vérifiabilité et en les liant à la section « Notes et références ».
La Chambre de commerce et d’industrie Marne en Champagne est la CCI du département de la Marne. Son siège est à Châlons-en-Champagne, au 42 rue Grande-Étape. Elle possède également une antenne à Reims, au 12 rue André-Huet.
Elle fait partie de la Chambre de commerce et d'industrie de région Grand Est. Elle est certifiée Qualiopi depuis 2021.

## Historique
Un arrêté du préfet de la Marne en date du 3 décembre 1801, crée à Reims un conseil de Commerce composé de 9 personnes. Son rôle est d'améliorer le commerce et  les manufactures.
Une ordonnance Royale de Louis XVIII, en date du 22 janvier 1817, remplace le conseil de Commerce par la Chambre de Commerce de Reims.
À noter que deux chambres de commerce sont créées simultanément qui fusionneront en 2016 ; la CCI de Reims et d’Épernay et la CCI de Châlons-sur-Marne, qui deviendra Châlons-en-Champagne.
En septembre 2022, lors de la Foire de Châlons, la CCI Marne en Champagne a annoncé son intention de rapprochement avec la CCI des Ardennes.

## Missions
Elle est un organisme chargé de représenter les intérêts des entreprises commerciales, industrielles et de service du département de la Marne et de leur apporter certains services. C'est un établissement public qui gère en outre des équipements au profit de ces entreprises.
Comme toutes les CCI, elle est placée sous tutelle du Ministère de l'Économie, des Finances et de la Souveraineté Industrielle et Numérique et du Ministère des PME, du Commerce et de l'Artisanat.
L'ancienne chambre de commerce et d'industrie de Reims et d'Épernay était membre fondateur et participait au financement de l'agence de développement économique de l'agglomération de Reims.

### Service aux entreprises
- Centre de formalités des entreprises.
- Assistance technique au commerce.
- Assistance technique à l'industrie.
- Assistance technique aux entreprises de service.
- Point A (apprentissage).

### Organisation de salons professionnels
- Le VITeff, salon international des technologies des vins effervescents.

### Gestion d'équipements

#### Aérodrome de Reims - Prunay
La Ville de Reims, propriétaire de l’aérodrome de Reims - Prunay, avait autrefois confié la gestion à la CCI de Reims et d’Épernay. Dédié au tourisme d’affaire, il est ouvert à la circulation aérienne publique et au trafic international. Situé à trente minutes de vol de l’Est parisien, il occupe la 28e place sur 127 aérodromes gérés par les chambres de commerce et d’industrie.
Activité aérienne 2007.
- Affaires : 12 354 mouvements.
- Autres mouvements : 14 350 mouvements.

Aujourd'hui, alors que la propriété de l'aérodrome est la propriété de la Communauté Urbaine du Grand Reims, sa gestion est maintenant confiée à un prestataire privé : le groupe Edeis

#### Port fluvial de commerce de Reims
Situé sur le canal de l'Aisne à la Marne, le port de Reims a été créé en 1948.
Ainsi connecté au réseau fluvial européen, Reims est relié à l’Allemagne, la Belgique, les Pays-Bas, le Luxembourg et l’Autriche à travers 20 000 km de voies navigables.
Le port de Reims et ses extensions bénéficient de la desserte autoroutière de Reims :
- A4 (Paris-Strasbourg) pour l’axe est-ouest ;
- A26 (Calais-Dijon-Méditerranée) pour l’axe nord-sud.

Le « gabarit Freycinet » du canal de l’Aisne à la Marne permet au Port de Reims d’accueillir des péniches de 250 t et de 1,80 m de tirant d’eau.
Les aménagements successifs ont porté les installations du port et sa desserte ferroviaire à :
- 30 ha de terre-pleins,
- 5 km de mur de quai,
- 9 km de voies ferrées.

Situé au cœur de l’agglomération, les infrastructures du port permettent de desservir le Parc d’activités Colbert et l’Ecoparc Reims Sud (Farman-Pompelle).
Arcelor, Antargaz, Bolloré, Eurovia, Malteurop, Point P, etc.
26 entreprises amodiataires bénéficient chaque jour des installations du Port de Reims et de ses extensions.
Tous trafics confondus, ce sont près de trois millions de tonnes de marchandises qui sont traitées par an :
- voie fluviale = 300 000 tonnes par an,
- voie ferrée = 650 000 tonnes par an,
- voie routière = 2 100 000 tonnes par an.

#### Embranchements ferroviaires et desserte industrielle (EFDI)
L’EFDI est un service de la CCI de Reims-Epernay qui gère l’installation terminale embranchée (ITE) reliant le réseau SNCF aux entreprises raccordées. Une équipe de 10 personnes est chargée du service aux entreprises usagers.
Sur le site portuaire, le magasinage et la manutention sont assurés par les entreprises privées qui y sont installées.
Le raccordement ferroviaire du Port de Reims à la SNCF est réalisé par l’intermédiaire d’une ITE de 6 km dont la desserte est assurée par le service de l’EFDI.
Trois locotracteurs permettent de former des trains complets et des rames techniques sur zones banales fer – route – voie d’eau.
La desserte du Parc d’activité Farman-Pompelle est réalisée par un raccordement ferroviaire direct à la SNCF.

#### Autres
- Aéroport fret de Paris Vatry dans le syndicat mixte.
- Port fluvial de Châlons en Champagne.
- Port fluvial de Vitry le François.

### Centres de formation
- NEOMA Business School - Campus de Reims
- in&ma : École Supérieure de la Performance (ex IPI : Institut supérieur de Promotion industrielle)

## Organisation

### Présidence
La CCI Marne en Champagne est présidée par un chef d'entreprise élu pour 5 ans.

### Liste des présidents
- 1801-1817 : Vicomte de JESSAINT
- 1817-1820 : Baron PONSARDIN

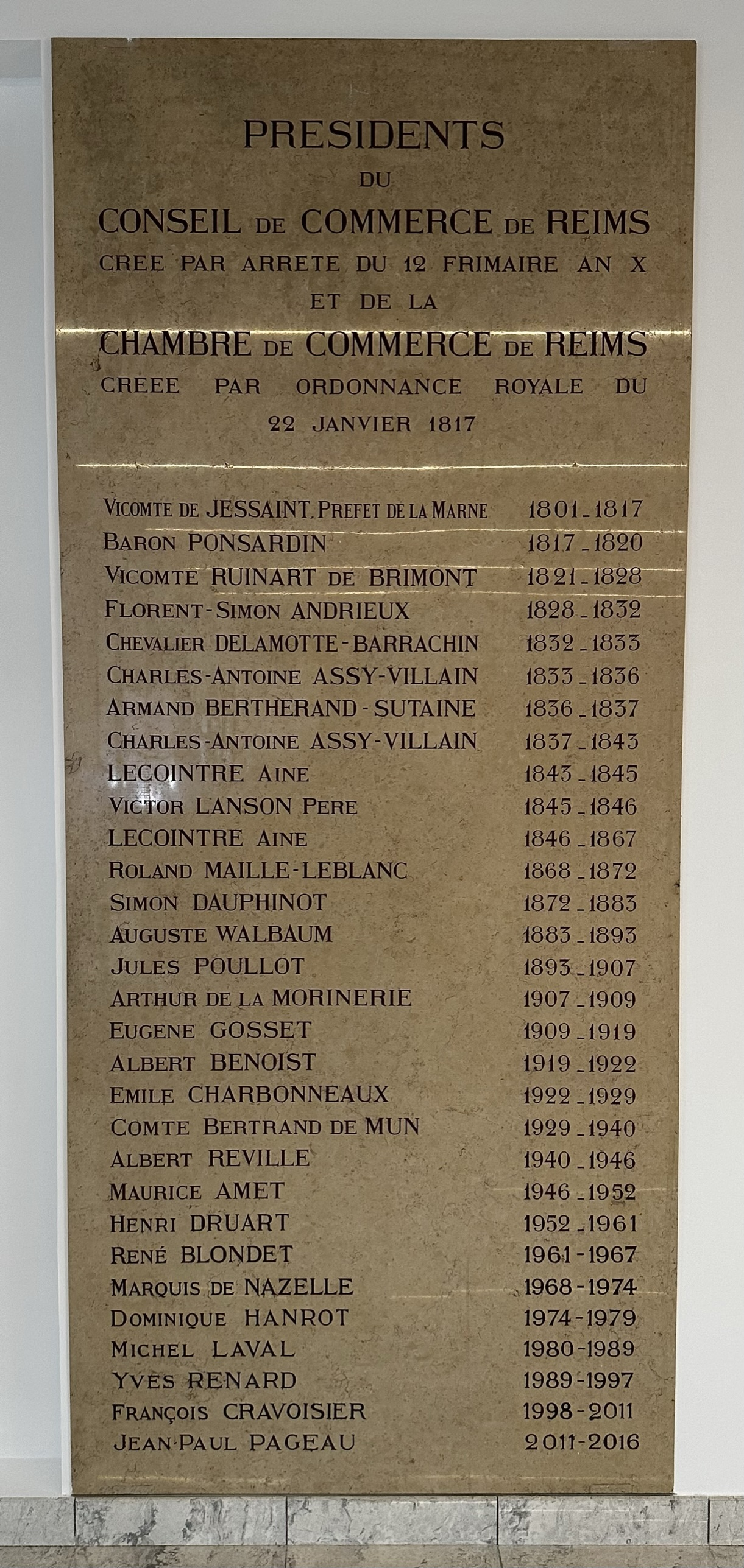
Située dans le hall d'entrée de son site de Reims, la plaque listant les anciens présidents de la CCI Marne en Champagne.

- 1821-1828 : Vicomte RUINART de BRIMONT
- 1828-1832 : Florent-Simon ANDRIEUX
- 1832-1833 : Chevalier DELAMOTTE-BARRACHIN
- 1833-1836 : Charles-Antoine ASSY-VILLAIN
- 1836-1837 : Armand BERTHERAND-SUTAINE
- 1837-1843 : Charles-Antoine ASSY-VILLAIN
- 1843-1845 : LECOINTRE Aine
- 1845-1846 : Victor LANSON Père
- 1846-1867 : LECOINTRE Aine
- 1868-1872 : Roland MAILLE-LEBLANC
- 1872-1883 : Simon DAUPHINOT
- 1883-1893 : Auguste WALBAUM
- 1893-1907 : Jules POULLOT
- 1907-1909 : Arthur de la MORINERIE
- 1909-1919 : Eugène GOSSET
- 1919-1922 : Albert BENOIST
- 1922-1929 : Émile CHARBONNEAUX
- 1929-1940 : Comte Bertrand de Mun
- 1940-1946 : Albert REVILLE
- 1946-1952 : Maurice Amet
- 1952-1961 : Henri DRUART
- 1961-1967 : René BLONDET
- 1968-1974 : Marquis de NAZELLE
- 1974-1979 : Dominique HANROT
- 1980-1989 : Michel LAVAL
- 1989-1997 : Yves RENARD
- 1998-2011 : François CRAVOISIER
- 2011-2021 : Jean-Paul PAGEAU
- Depuis 2021 : François GOMARIZ

## Pour approfondir